# Molucké moře

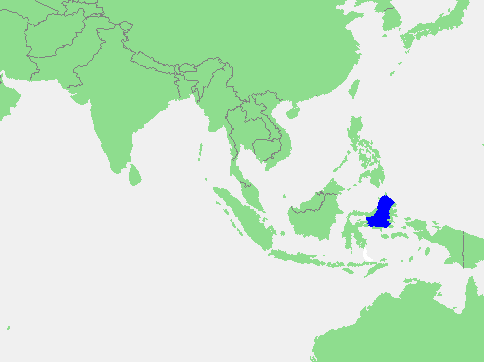
Molucké moře na mapě

Molucké moře, indonésky Laut Maluku, je okrajové moře Tichého oceánu. Leží blízko rovníku, je ohraničeno indonéskými ostrovy Celebes, Halmahera, Sula a Talaudskými ostrovy. Má rozlohu 291 000 km² a maximální hloubku 4 970 m.